# 프로눈티아티오
프론눈티아티오(Pronuntiatio) 또는 연기술은 서양 고전 수사학에서 연설을 전달하는 훈련이었다. 이것은 연설을 만들고 전달하는 데 관련된 고전 수사학의 다섯 가지 규범(나머지는 인벤티오, 디스포시티오, 엘로쿠티오, 메모리아) 중 하나이다. 문학에서 고대 프론눈티아티오의 동등어는 서사시의 낭송이다 (아리스토텔레스 시학 26.2.).
연설 암기를 다루는 규범인 메모리아와 마찬가지로, 프론눈티아티오는 고전 수사학 문헌에서 광범위하게 다뤄지지 않았다. 글이 수사학의 초점이 되면서 그 중요성은 더욱 감소했지만, 18세기 이후 길버트 오스틴과 같은 사람들의 작품에서 다시 더 많은 관심을 받았다.
수사학자들은 웅변을 전달할 때 목소리와 몸짓(행동) 사용에 대한 지침을 제시했다. 목소리의 적절한 조절(음량과 음높이), 그리고 말의 구절, 속도, 강조에 대한 지시가 있었다. 또한 웅변의 신체적 측면, 즉 자세, 몸짓, 태도, 얼굴 표정도 다루어졌다. 연설가들이 연설을 암기하고 전달을 연습할 수 있게 하는 엑세르키타티오(또는 연습 운동)의 개념도 있었다.
다음은 마르쿠스 파비우스 퀸틸리아누스의 《웅변술 교육》에서 수사학자들이 제공한 조언의 유형을 보여주는 예시이다:
"머리는 신체의 주요 부분으로서 전달에 상응하는 중요성을 가지며, 단지 우아한 효과를 내는 것뿐만 아니라 우리의 의미를 설명하는 역할도 한다. 우아함을 확보하기 위해서는 머리를 자연스럽고 곧게 유지하는 것이 필수적이다. 왜냐하면 숙인 자세는 겸손을, 뒤로 젖힌 자세는 오만을, 한쪽으로 기울어진 자세는 나른함을, 너무 뻣뻣하고 경직된 자세는 무례하고 야만적인 성미를 나타내는 것처럼 보이기 때문이다." (Institutio oratoria, XI iii 68-69, H. E. 버틀러 번역, 로엡 고전 문고, 1922)
웅변의 내용, 구조, 스타일은 (그리고 계속해서) 웅변의 가장 중요한 요소이지만, 효과적인 전달은 설득력을 높이고, 서투른 전달은 의도된 효과를 크게 저해한다.
전달은 시대의 기술을 기반으로 한다.
키케로 시대에는 전달이 주로 말하기였다. 문어가 발달하면서 글쓰기 전달이 발달했고, 이제 전달은 말하기와 글쓰기 모두를 포함한다. 기술은 글쓰기 전달과 구두 전달의 일부 구분을 없앴다.
읽기가 더 보편화될 때까지 문어 담화는 중요하지 않았다. 고대인들은 구두점을 사용하지 않았기 때문에 그들의 글은 스크립티오 콘티누아(scriptio continua)라고 불리는 길고 연속된 단어들의 흐름으로 구성되었다.
편집 과정에서 현대 수사학자들은 정확성 규칙, 서식, 발표라는 세 단계를 거쳐야 한다.
작가는 연설가보다 더 많은 문제에 직면하는데, 이는 철자, 구두점, 문법에 유의해야 하기 때문이다.
구두점은 문어 담화에서 유용하다. 왜냐하면 구두점은 생각의 끝을 표시하고 독자가 잠시 멈춰 정보를 처리할 수 있게 해주기 때문이다.
시각 수사학은 이미지와 단어가 이미지로서 어떻게 기능하는지에 초점을 맞춘다.
시각적 시연의 전달은 청중의 머릿속에 심상을 만들어내기 위해 단어를 사용하는 것이다. 텍스트 발표는 작가가 텍스트의 외양에 기초하여 독자가 텍스트를 실제로 읽기 전에 독자의 주의를 사로잡을 수 있도록 한다. 워드 프로세서의 발명은 작가가 텍스트의 외양을 향상시키고 특정 단어나 생각에 강조를 주기 위해 효과를 사용할 수 있도록 했다.
전달은 글이나 구어뿐만 아니라 사진, 그림 또는 영화도 지칭한다.

## 기타 형태
- 웅변, 현대 형태
- 식샤, 힌두 베다 형태
- 타지위드, 이슬람 형태